# Телефон (фільм)
Телефон (англ. Telefon) — американський трилер 1977 року.

## Сюжет
Радянський агент КДБ Микола Далчінський біжить за кордон і вирішує здійснити давній план радянської розвідки. За допомогою кодових фраз він наказує по телефону зомбованим агентам підривати військові об'єкти на території США. Щоб перешкодити планам божевільного терориста, КГБ посилає в США свого найкращого агента Григорія Борзова. Йому допомагає агент ЦРУ Барбара.

## У ролях
| Актор            | Роль                  |
| ---------------- | --------------------- |
| Чарльз Бронсон   | майор Григорій Борзов |
| Лі Ремік         | Барбара               |
| Дональд Плезенс  | Микола Далчінський    |
| Тайн Дейлі       | Дороті Паттерман      |
| Алан Бедел       | полковник Мальченко   |
| Патрік Мегі      | генерал Стрельський   |
| Шері Норт        | Марі Віллс            |
| Френк Март       | Гарлі Сандбер         |
| Гелен Пейдж Кемп | Емма Старк            |
| Рой Дженсон      | Дуг Старк             |
| Жаклін Скотт     | місіс Хасслер         |
| Ед Бейкі         | Карл Хасслер          |